# Gelblappenkiebitz
Der Gelblappenkiebitz (Vanellus malabaricus) ist ein mittelgroßer Watvogel in der Familie der Regenpfeifer (Charadriidae).
Er kommt auf dem indischen Subkontinent außer Nordostindien, in Bangladesch und Sri Lanka vor.
Sein Verbreitungsgebiet umfasst trockene und offene Lebensräume einschließlich bebauter und brach liegender Flächen und trockene Flussläufe.

## Beschreibung
Der Gelblappenkiebitz ist 24–28 cm groß und wiegt zwischen 108 und 203 g. Die Flügelspannweite beträgt 65–69 cm. Er ist sandbraun mit schwarzem, durch eine weiße Linie abgesetzten Scheitel, weißem Überaugenstreif, brauner Brust und weißem Bauch.
Im Flug fällt ein weißes Flügelband auf den schwarzen Flügeln auf. Hauptunterscheidungsmerkmal gegenüber dem Rotlappenkiebitz sind die fleischigen gelben Lappen oberhalb und vor den Augen sowie die gelben Beine.

## Stimme
Der Ruf des Männchens wird als langgezogenes „tchee-it“, als hartes „tit-tit-tit“ und als „chit-oo-eet“ als Warnruf beschrieben.

## Lebensweise
Die Nahrung besteht aus Insekten und deren Larven einschließlich Heuschrecken und Käfern, auch Weichtiere. Die Nahrungsaufnahme erfolgt vorwiegend nachts.
Die Brutzeit liegt zwischen März und Juli in Sri Lanka, zwischen Ende April bis Juni in Pakistan.

## Gefährdung
Der Gelblappenkiebitz gilt als nicht gefährdet (Least Concern).